# Santi Romano

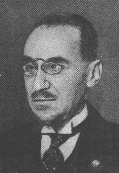
Santi Romano

Santi Romano (* 31. Januar 1875 in Palermo; † 3. November 1947 in Rom) war ein italienischer Rechtswissenschaftler.
Er studierte Rechtswissenschaft an der Universität von Palermo und war dabei Schüler von Vittorio Emanuele Orlando. Im Jahr 1898 begann er seine Lehrtätigkeit als Privatdozent für Verwaltungsrecht in Palermo. 1899 unterrichtete er in der gleichen Disziplin an der Universität zu Camerino. Im Jahre 1902 wurde er zum Ordinarius für Verfassungsrecht in Modena ernannt. Den Lehrstuhl für Verfassungsrecht an der Universität Mailand erhielt er 1924. Anschließend war er von 1928 zuerst Inhaber des Lehrstuhls für Verwaltungsrecht an der Universität La Sapienza in Rom, ab 1931 bis 1944 dann des Lehrstuhls für Verfassungsrecht. Romano trat 1928 der faschistischen Partei bei. Im gleichen Jahr wurde er zum Präsidenten des Consiglio di Stato, des obersten Verwaltungsgerichts, ernannt. Dieses Amt hatte er bis zum Jahre 1944 inne. Von 1934 bis 1944 war er zudem Senator des Königreiches Italien. Romano war zudem Mitglied des Consiglio Superiore della Pubblica Istruzione und ferner in den ersten Jahren des faschistischen Regimes Mitglied der Kommission für die Verfassungsreform des Staates sowie des Consiglio del contenzioso diplomatico. Santi Romano starb am 3. November 1947 in Rom.
Bekannt wurde Romano durch sein umfangreiches Wirken auf dem Gebiet des öffentlichen Rechts und vor allem für sein 1918 erstmals erschienenes Werk „Die Rechtsordnung“ (L‘Ordinamento Giuridico), in welchem er eine Institutionenlehre des Rechts aufstellt, welche neben der von Maurice Hauriou von Carl Schmitt rezipiert wurde. Von 1935 bis 1946 war er Mitglied der Accademia dei Lincei, 1939 wurde er in die Accademia d’Italia aufgenommen.
Zwei Söhne Santi Romanos wurden ebenfalls Rechtslehrer: Salvatore Romano und Silvio Romano. Sein Enkel Alberto Romano lehrte als Ordinarius für Öffentliches Recht in Turin.

## Schriften (Auswahl)

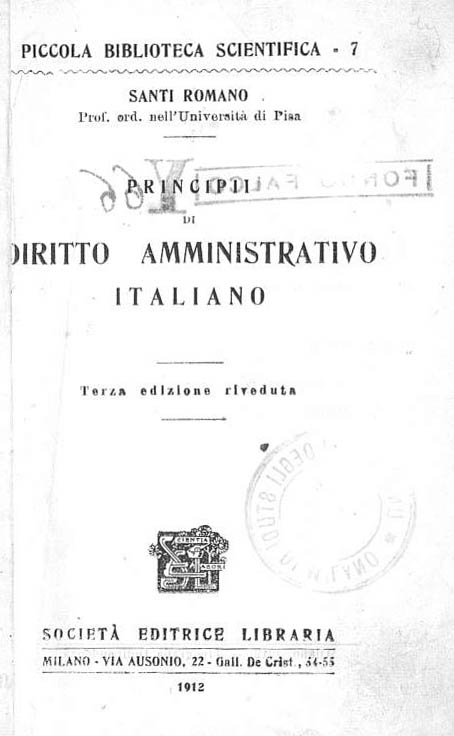
Principii di diritto amministrativo italiano, 1912

- Principii di diritto amministrativo italiano. Mailand 1901 (unito.it).
  - Principii di diritto amministrativo italiano. 3. Auflage. Società Editrice Libraria, Parma 1912 (italienisch, beic.it).
- Corso di diritto coloniale. Rom 1918 (unito.it).
- L'ordinamento giuridico. Rom 1918 (unito.it).
- Corso di diritto internazionale, 1926.
- Principi di diritto costituzionale generale, 1945.
- Frammenti di un dizionario giuridico, 1947.